# جوزيف دبليو. ألتون
جوزيف دبليو. ألتون (بالإنجليزية: Joseph W. Alton)‏ هو سياسي أمريكي، ولد في 18 يناير 1919، وتوفي في 29 مارس 2013. حزبياً، نشط في الحزب الجمهوري.